# Prionodraco
Prionodraco is een monotypisch geslacht van straalvinnige vissen uit de familie van Antarctische draakvissen (Bathydraconidae).

## Soort
- Prionodraco evansii Regan, 1914